# Слободско-Дубровское сельское поселение
Слободско-Дубровское се́льское поселе́ние — муниципальное образование в Краснослободском районе Мордовии Российской Федерации.
Административный центр — село Слободские Дубровки.

## История
Статус и границы сельского поселения установлены Законом Республики Мордовия от 28 декабря 2004 года № 125-З «Об установлении границ муниципальных образований Краснослободского муниципального района, Краснослободского муниципального района и наделении их статусом сельского поселения, городского поселения и муниципального района».

## Население
| 2002 | 2010 | 2012 | 2013 | 2014 | 2015 | 2016 |
| ---- | ---- | ---- | ---- | ---- | ---- | ---- |
| 562  | ↘505 | ↘484 | ↘473 | ↘458 | ↘448 | ↘432 |
| 2017 | 2018 | 2019 | 2020 | 2021 |      |      |
| ↘427 | ↘421 | ↘407 | ↘399 | ↗441 |      |      |

## Состав сельского поселения
| № | Населённый пункт    | Тип населённого пункта       | Население |
| - | ------------------- | ---------------------------- | --------- |
| 1 | Слободские Дубровки | село, административный центр | ↗441      |